# Chicote (látigo)

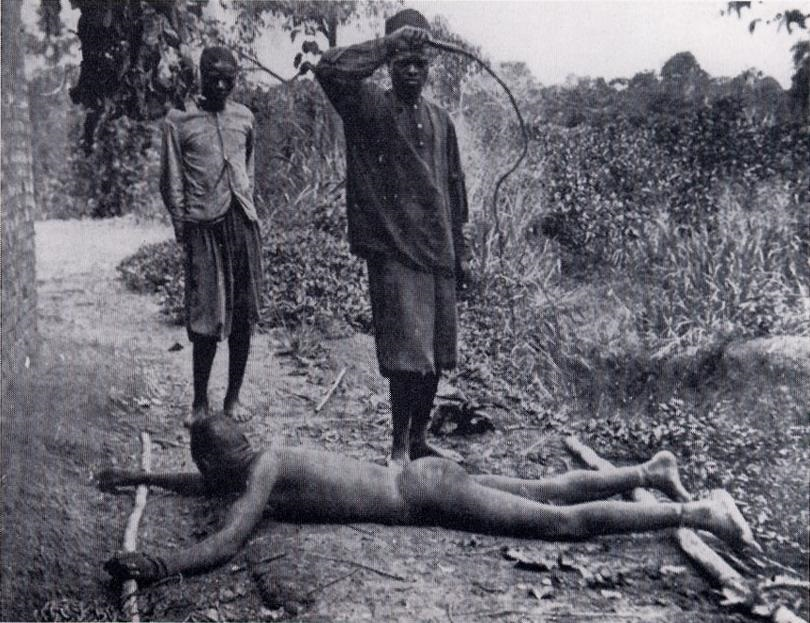
Uso del chicote en el Congo Belga

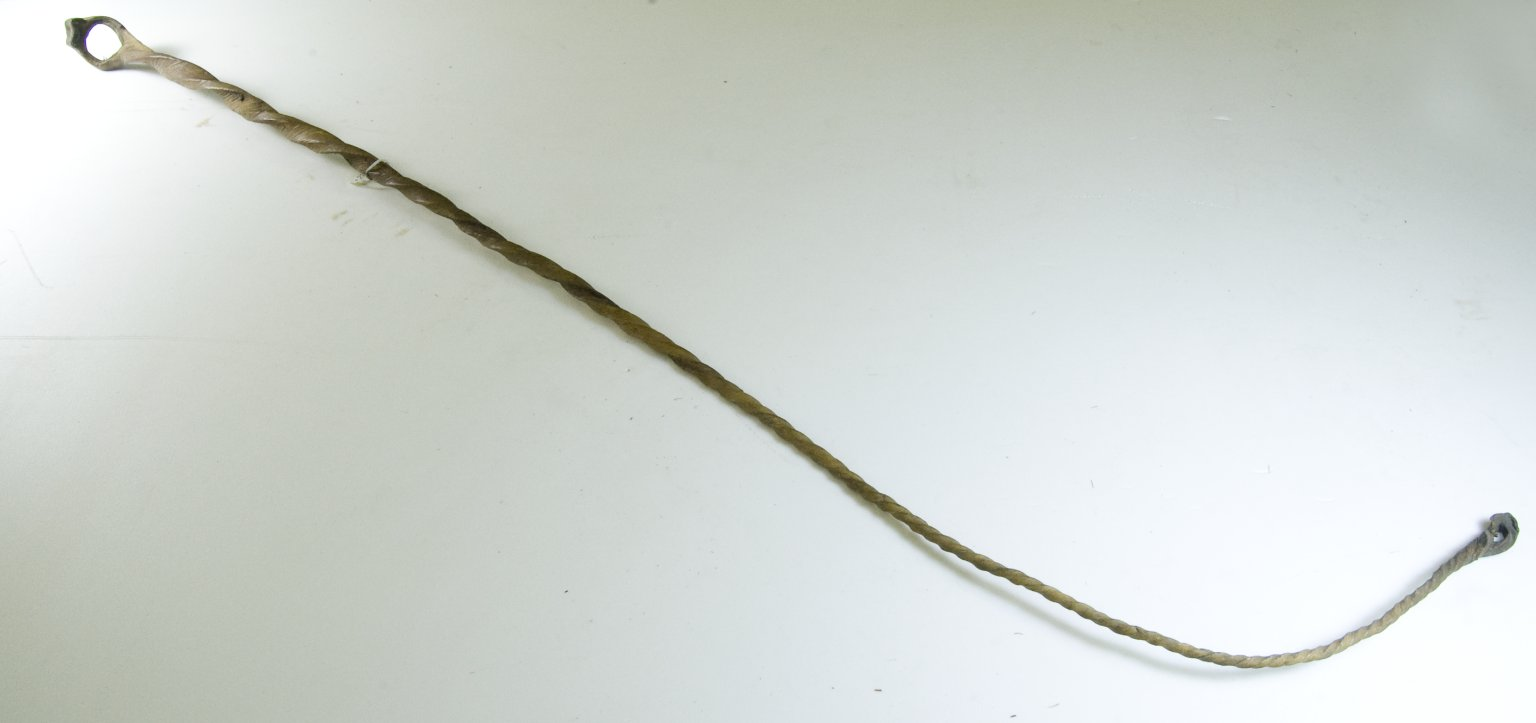
Chicotte de 1922

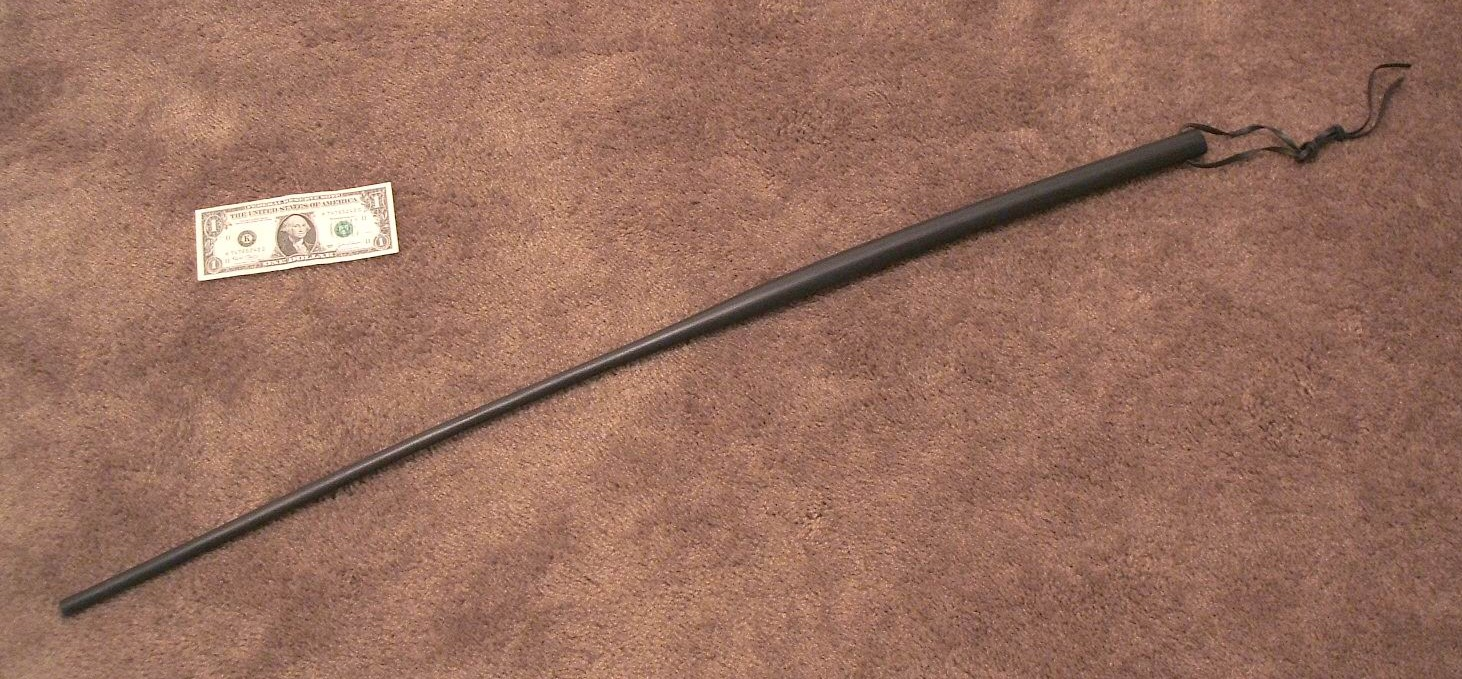
Chicote o Sjambok sudafricano de plástico

El chicote  (en el Congo, en Sudamérica y en las colonias africanas portuguesas, la palabra que significa látigo en español y portugués) es un látigo anudado. Tradicionalmente hecho de cuero (piel de hipopótamo o rinoceronte seca), también puede ser de plástico. También se usan las palabras sjambok (en Indonesia y Sudáfrica), litupa, mnigolo (hipopótamo en mandinga), imvubu (hipopótamo en zulú), kiboko (hipopótamo en suajili) o fimbo (látigo en lingala).

## Historia
Cualquiera que sea su nombre, el látigo anudado de correas ha sido utilizado en todos los continentes (la palabra afrikáans sambok parece haber sido traído de Indonesia por los esclavos malayos, y parece derivar de la  palabra persa Chabuk) desde la antigüedad hasta nuestros días , principalmente como una herramienta agrícola (para conducir bueyes y caballos, para ahuyentar perros, matar serpientes, etc.) e incidentalmente como un instrumento de castigo físico, privado o público.
La palabra asociada a chicote sin embargo se asocia hoy en día a la esclavitud, la brutalidad de la colonización, especialmente en el Estado Libre del Congo, y el período del apartheid en Sudáfrica.
El chicote servía para castigar a los naturales en el Congo, en especial en el momento del Estado Independiente del Congo, donde el rey de Bélgica, Leopoldo II, reinó de forma soberana absoluta en esta posesión personal, mientras que en Bélgica tenía poderes restringidos por la constitución. El castigo a menudo era administrado por un empleado congoleño en las nalgas del convicto desnudo, tirado en el suelo, con las extremidades estiradas. Esta práctica simboliza la represión inhumana a la que estuvieron sometidos los congoleños durante la colonización y atestiguando la crueldad con la que fueron tratados. Un compendio para su uso por los oficiales y el personal del servicio territorial en el Congo Belga testifica en este contexto: "¿Cómo obtener la ayuda de una población indolente que se encuentra fácilmente en su propio entorno, para satisfacer sus necesidades modestas de comida, refugio y ropa? (Esto) resume casi todo el problema colonial". Esta pena consuetudinaria siguió vigente después de la independencia del Congo por parte del presidente Mobutu.
En Sudáfrica, sjambok o sambok también suelen asociarse con la era del apartheid y la esclavitud. La palabra parece provenir de la palabra indonesia cambuk, una vara de madera para castigar a los esclavos. Cuando los esclavos malayos llegaron a Sudáfrica en el siglo XIX, el instrumento y su nombre se importaron con ellos. Una banda de piel de 1 a 1.5 metros por 25 mm de espesor que fue enrollada en un cilindro compuesto por este látigo, tan flexible como durable. El sjambok también se usó para la administración de ganado, y por los Voortrekkers para dirigir sus carretas de bueyes durante su migración desde el Cabo de Buena Esperanza. Más tarde, se desarrolló una versión de plástico para el Servicio de Policía de Sudáfrica y se utilizó para controlar los disturbios. El Sambok todavía se usa en Sudáfrica. Por ejemplo, en un incidente de abril de 2010, los huelguistas azotaron a una dama en su casa con un chicote, según ella, con gritos de "Kill the Boer", canción que es el tema de controversia en Sudáfrica.
Como se mencionó anteriormente, el castigo de la chicote todavía se usa en muchos países, especialmente en África (como Benín, la República Centroafricana o Burkina Faso. En Benín, hasta 1991, era una práctica común dar a los estudiantes que no aprendían sus lecciones, o que eran malos en ortografía (francés) o aritmética.
Según el escritor peruano-español Mario Vargas Llosa, ganador del Premio Nobel de Literatura, el chicote fue inventado por un tal Sr. Chicot, un capitán de la gendarmería colonial en el Congo Belga. Sin embargo, es dudoso, ya que es una palabra de origen portugués y español (sin duda proviene del francés), que significa en primer lugar un cordel y luego un látigo, cuyo uso ya se registró en 1820 en Brasil. por Jacques Arago, mucho antes del nacimiento del Congo Belga (1909) e incluso del Estado Libre del Congo.